# Palaeochrysophanus engadiniana
Palaeochrysophanus engadiniana är en fjärilsart som beskrevs av Beuret 1953. Palaeochrysophanus engadiniana ingår i släktet Palaeochrysophanus och familjen juvelvingar. Inga underarter finns listade i Catalogue of Life.